# Lion dans la culture
Pour les articles homonymes, voir Lion (homonymie).

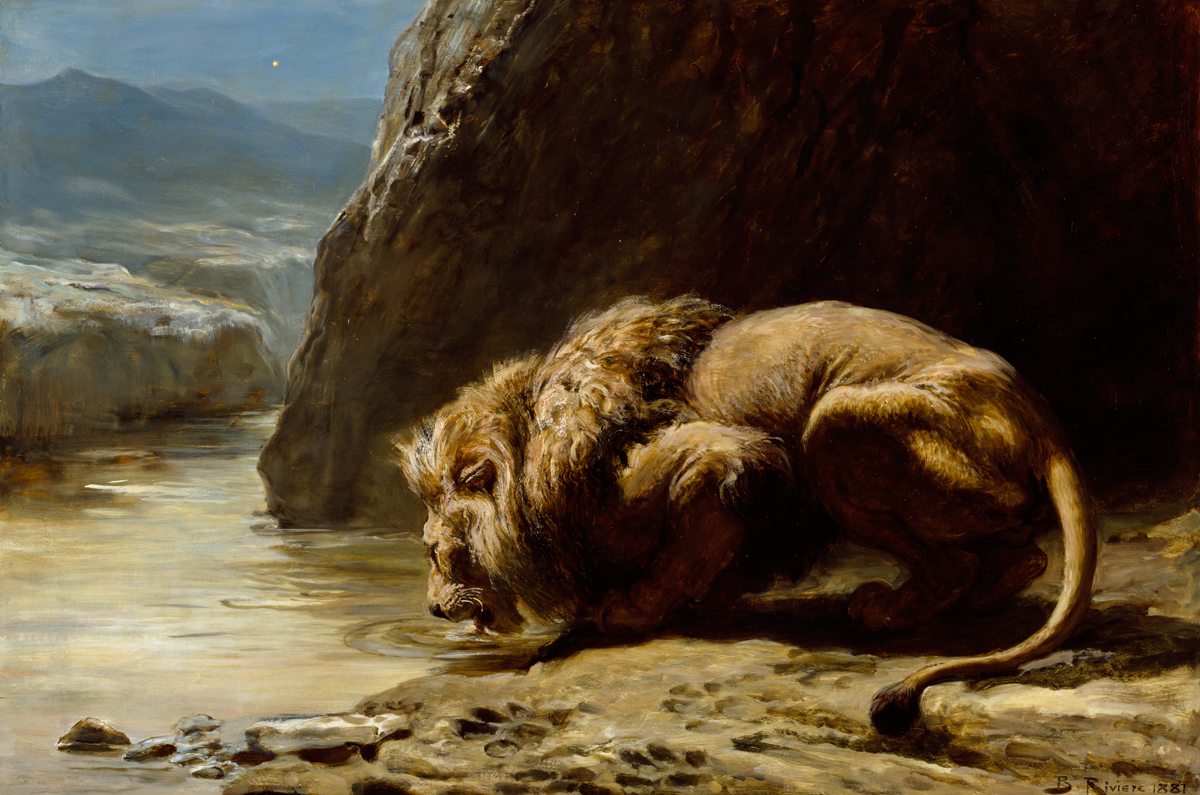
Le roi boit, par Briton Rivière, 1881.

Le lion est un animal récurrent en symbolique, qui se retrouve par conséquent dans la fable, en héraldique, en sculpture et en peinture dans la civilisation occidentale.
Il évoque la majesté, la monarchie, la force, la suprématie.
Dans plusieurs cultures, le lion apparaît comme le roi des animaux.

## Le lion dans les différentes cultures

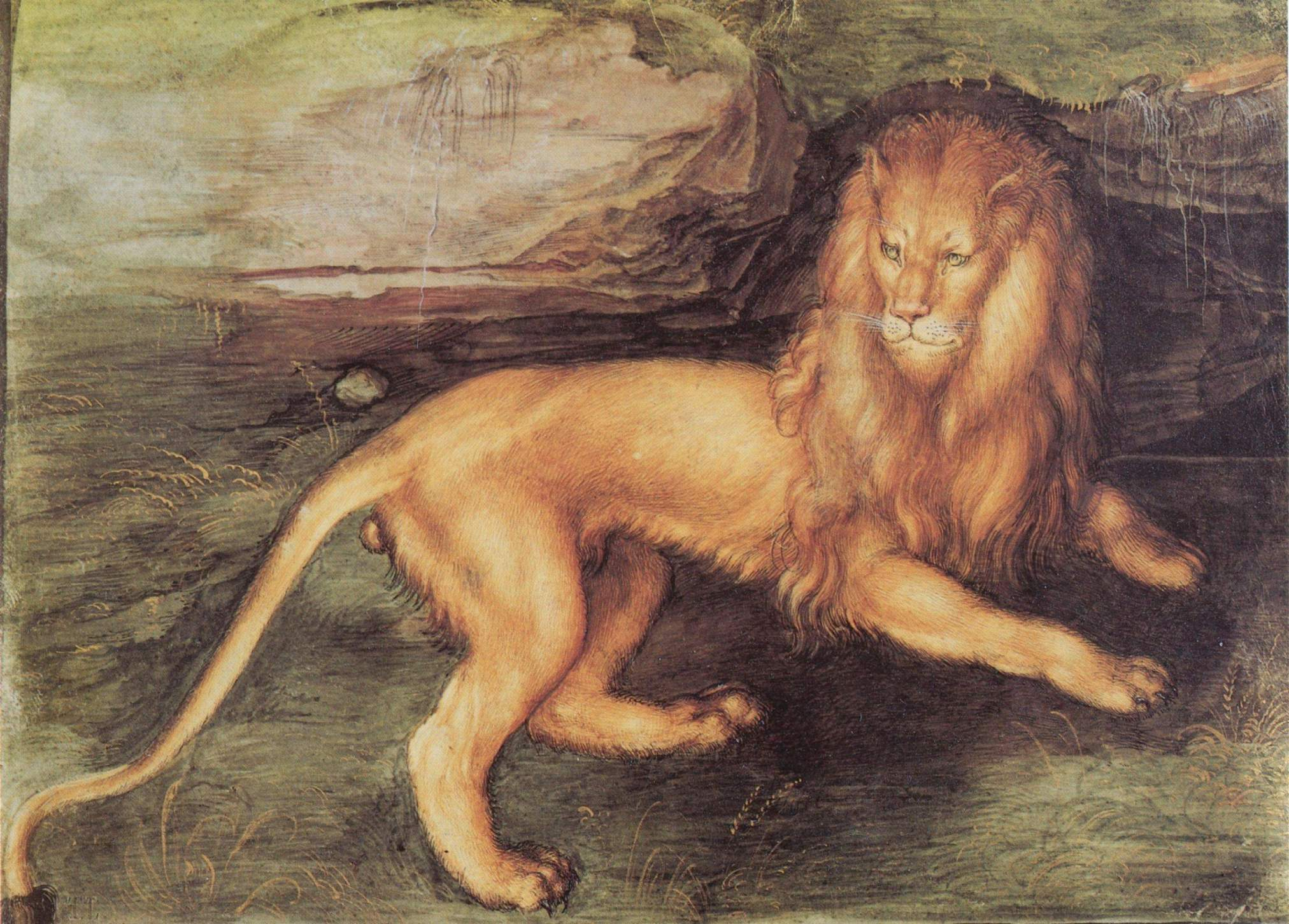
Lion, par Albrecht Dürer.

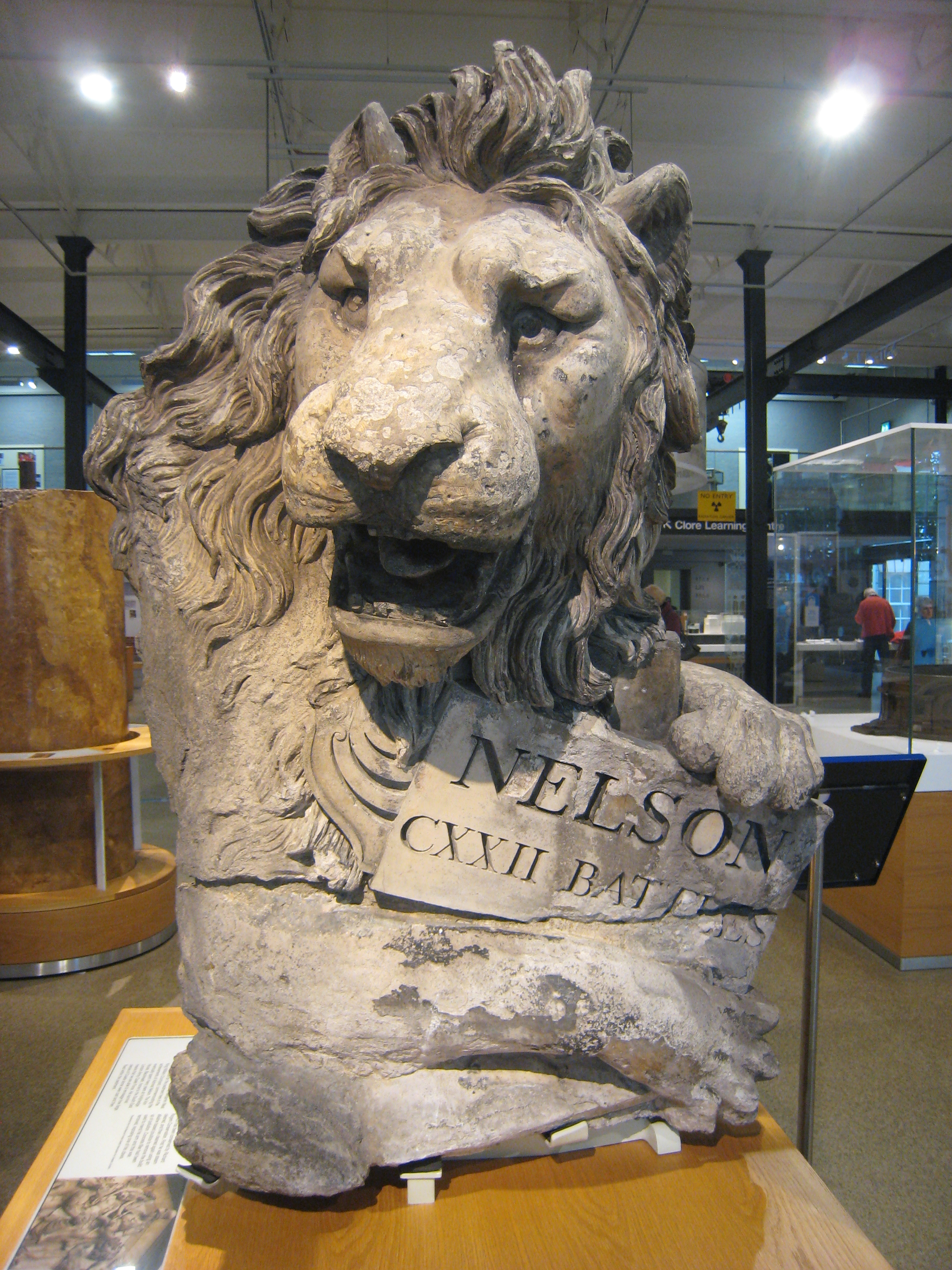
Partie d'un monument exaltant la puissance maritime britanniqueant (Benjamin West). Le lion britannique tient un rouleau rappelant les 122 batailles de Nelson.

### Civilisations antiques

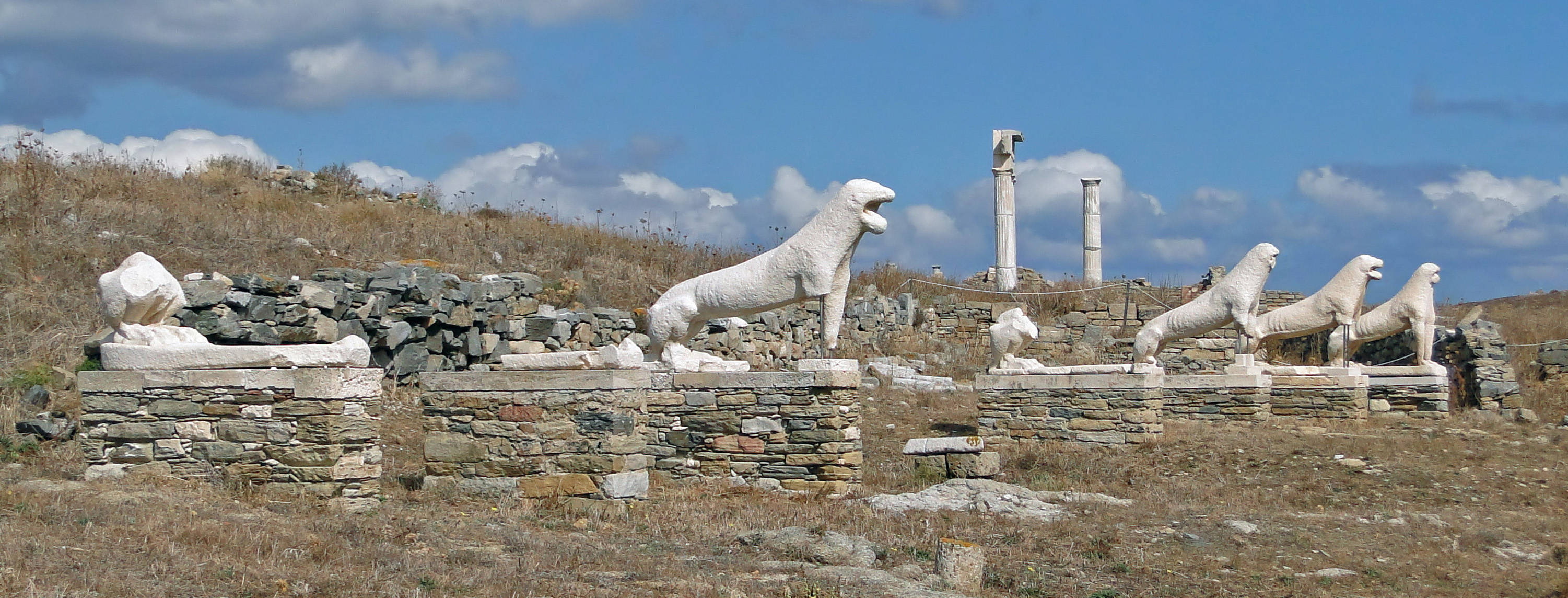
La Terrace des Lions sur l'île de Délos en Grèce

Dans les civilisations moyen-orientales (sumérienne...), le lion garde le temple ; certaines le représentent combattant l'homme ou s'entre-combattant.

### Tradition israélite
Le lion est le symbole de la tribu de Juda, dont sont issus les rois de Juda et les rois d'Israël de lignée davidique. Selon la tradition juive, le messie doit descendre de la famille de David.
Le lion est également le symbole de la force dans l'énigme posée par Samson aux Philistins dans le Livre des Juges (Jg 14,12-14).
Le symbole du lion est également présent dans la prophétie d'Ézéchiel appelée les « quatre Vivants ».

### Tradition chrétienne
Dans l'œuvre du cardinal de Brandebourg, le lion symbolise saint Jérôme, traducteur de la Bible, et à qui est rattachée la légende du lion et de l'âne relatée dans la Légende dorée. D'autres saints, tel Gérasime du Jourdain, tissent une relation de confiance avec l'animal.
Le lion a une image polysémique ; il a plusieurs valences, plusieurs sens.
Tantôt il est le substitut positif. C'est le cas du lion de saint Marc, qui fait référence à la caractéristique particulière de l'Évangile de saint Marc, emblème de la justice, qui fait allusion à la Résurrection, selon cette fameuse légende provenant des Physiologos et Bestiaires où le lion souffle dans les naseaux de trois lionceaux mort-nés qui ressuscitent trois jours après.[pas clair]
Tantôt le lion a une connotation négative et est associé à l'orgueil et au démon : dans un certain passage, Satan déambule tel un lion cherchant une proie à dévorer (1P 5,8).
Dans le psaume 21 de la Vulgate : Salva me ex ore leonis, et a cornibus unicornium humilitatem meam, « Sauve-moi de la bouche des lions, et de la corne de la licorne qui m'humilie »[Par qui ?].
À l'époque romaine, pendant les persécutions, les chrétiens sont jetés aux lions, ce qui a changé le sens de ce sujet[C'est-à-dire ?].

Le Physiologus, bestiaire chrétien du IIe ou IVe siècle, présente trois de ses caractéristiques, qu'il lie au christianisme :

« Le lion a trois caractéristiques :
1° Lorsqu'il marche, il sent les chasseurs par son odorat, et au moyen de sa queue il cache la trace de ses pas, afin que ceux qui le poursuivent ne puissent pas le surprendre dans son antre en suivant sa piste. De même, le Lion invincible envoyé par Dieu, issu de la race de Juda et de Jessé, vainquit le monde. Il fut caché et déguisa son chemin invisible, mais spirituel, c'est-à-dire sa divinité. Il se montra ange avec les anges, roi avec les rois (trône avec les trônes ?), puissant avec les puissances, jusqu'au moment où il fut incarné. Car il descendit au sein de la Vierge pour sauver le genre humain : "Le Verbe s'est fait chair", et les anges du ciel ne le surent pas. Il fut pour le monde, et l'on disait de lui : "Qui est ce roi entouré de gloire ?" et le Saint-Esprit disait : "C'est le roi plein de gloires ."
2° Lorsque le lion dort, ses yeux veillent et ne sont pas fermés. Ainsi nous voyons dans le Cantique des cantiques : "Je dors, mais mon cœur veille toujours." Tandis que son corps reposait dans le tombeau, sa divinité veillait toujours, et n'avait nul repos. C'est pourquoi la sainte Écriture nous dit : "Le gardien d'Israël ne se repose jamais."
3° Lorsque la lionne met bas, ses lionceaux naissent morts, jusqu'à ce que vers le troisième jour, le lion arrive ; et soufflant sur leur jeune front, il les ressuscite. De même le Tout Puissant ressuscita son Fils unique, notre Seigneur Jésus-Christ. Jacob dit donc avec raison : "Judas le lionceau." »

Au Moyen Âge cependant, le lion garde une valeur positive, comme l'atteste par exemple le surnom de Richard « cœur de Lion ». Ce symbole est très souvent utilisé par les ordres de chevaliers. Il signifie pour eux le courage et la vaillance. Chrétien de Troyes écrit d'ailleurs Yvain ou le chevalier au Lion, parlant à un moment d'un combat entre un lion et un serpent. Le chevalier prend le parti du lion et le sauve. Le lion le suit alors durant toute l'histoire.

### Tradition birmane

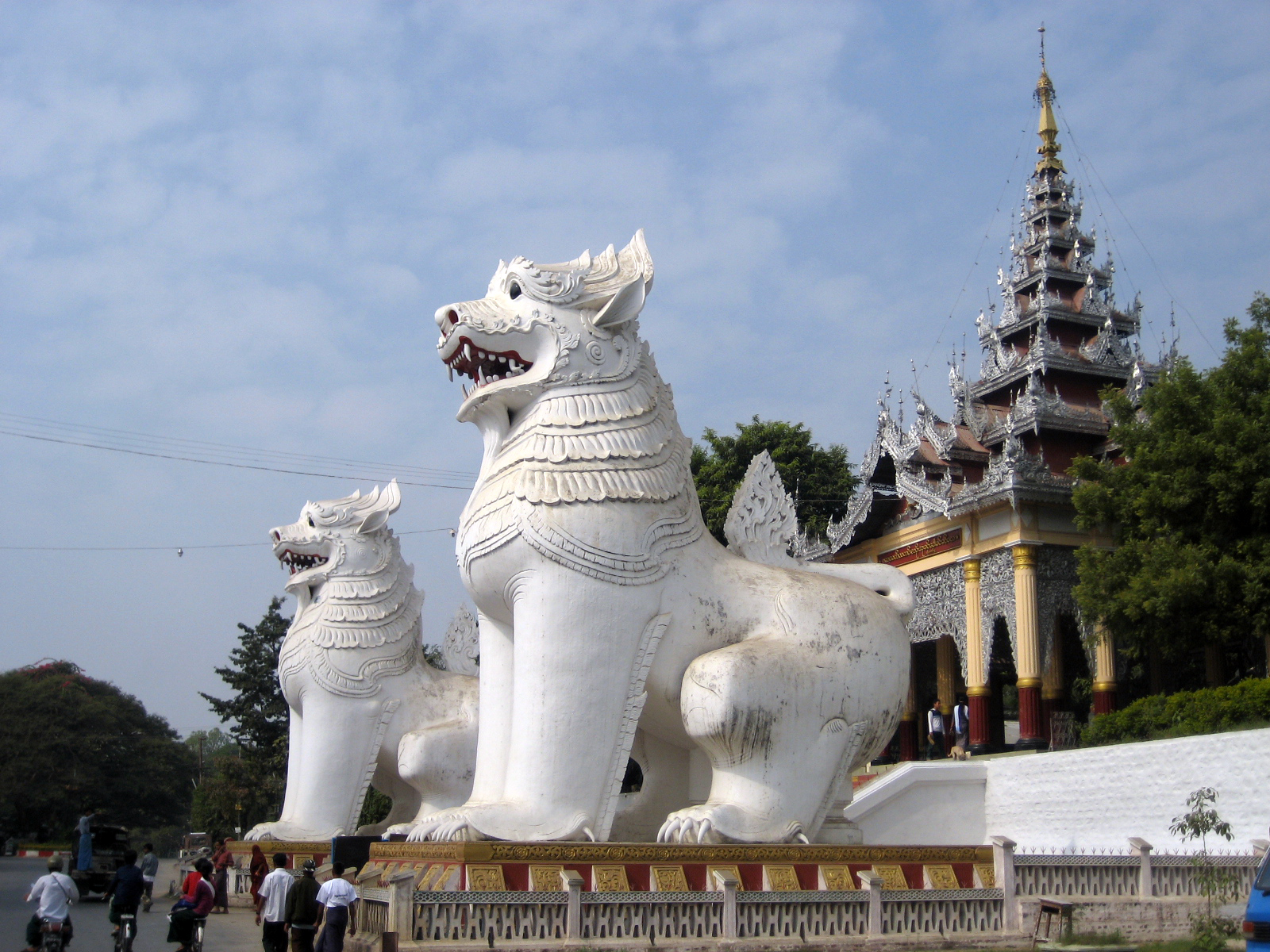
Chinthe gardant l'entrée sud de Mandalay Hill, en Birmanie (2007).

En birman, le lion (chinthe, ခြင်္သေ့, tɕʰìɴðe̯ ; môn ဇါဒိသိုၚ်, /cɛ̀atìˀsaŋ/ ; shan သၢင်ႇသီႈ, /sʰaaŋ2 sʰi3/), apparait dans les représentations sous forme stylisée,. Leurs statues stylisées communément présentes à l'entrée des stûpas et temples bouddhistes en Birmanie et dans d'autres pays d'Asie du Sud-Est. Presque toujours par paire, il a pour fonction de protéger la pagode.

Un Chinthe figure sur le drapeau de la Région de Sagaing.

Le Chinthe, respecté et aimé des Birmans, figurait dans la décoration des trônes de leurs rois. Avant l'introduction des pièces de monnaie, certains des poids de bronze utilisés pour peser les marchandises étaient en forme de Chinthe. Aujourd'hui encore, un Chinthe figure sur les armoiries de la Birmanie, sur les billets en kyat (la monnaie birmane) et sur le drapeau de la Région de Sagaing.
Il existe une version mythologique du Chinthe mi-homme mi-lion qui porte le nom de Manussiha.